# Aineias Taktikos
Aineias Taktikos (latinisiert Aeneas Tacticus, deutsch auch Aineas der Taktiker) war ein antiker griechischer Stratege und Militärschriftsteller der ersten Hälfte des 4. Jahrhunderts v. Chr. Möglicherweise ist er identisch mit dem arkadischen Feldherrn Aineias von Stymphalos, der 367 v. Chr. für kurze Zeit die griechische Polis Sikyon von der Herrschaft des Tyrannen Euphron befreite. Er gilt als der früheste europäische kriegswissenschaftliche Schriftsteller.

## Leben
Aus seinen Schriften ist zu erkennen, dass Aeneas über eine umfassende Allgemeinbildung verfügte und offensichtlich auch rhetorisch geschult war. In seinem Werk finden sich viele rhetorische Figuren, deren Verwendung jedoch zeigt, dass er die Rhetorik nicht beherrschte. Die Schriften deuten auch darauf, dass er über umfassende persönliche Erfahrungen als Kommandeur verfügte und kein reiner Theoretiker war. Daher wird angenommen, dass er sowohl als Feldherr als auch als Staatsmann tätig war.

## Werk
Das weitgehend verschollene Werk des Aineias Taktikos umfasste Aelianus Tacticus und Polybios zufolge eine Reihe von militärtheoretischen Schriften, die zusammen ein umfassendes Lehrbuch der Strategie als Lehrschrift für Feldherren ergaben. Die einzelnen Schriften wurden als strategika biblia bezeichnet und handelten von
- Παρασκευαστικὴ βίβλος = Buch über die militärischen Vorbereitungen (Waffenlehre, Verproviantierung, Mittel, dem Feind Annäherungshindernisse zu bereiten),
- Ποριστικὴ βίβλος = Geldbeschaffung,
- ἐπιβουλῶν βίβλος = Vorsichtsmaßregeln gegen verräterische Anschläge,
- Ἀκούσματα = militärische Beredsamkeit (Regeln zur Ermahnung, Ermutigung und Motivation der Mannschaft),
- Belagerungstechnik (Poliorketik) und
- möglicherweise auch allgemeiner Taktik.

Hierzu ist zu beachten, dass Aeneas selbst keine Schrift erwähnt, welche die Taktik beinhaltet. Die Existenz einer solchen Schrift wird aber immer wieder in der Forschung diskutiert. Hintergrund ist eine Äußerung Aelianus Tacticus, dass ein Aeneas – wahrscheinlich Aeneas Tatcicus – die Taktik als Lehre der militärischen Bewegung definiert habe.
Erhalten ist von ihnen lediglich ein Traktat über Belagerungstechnik (Τακτικὸν ὑπόμνημα περὶ τοῦ πῶς χρῆ πολιορκουμένους ἀντέχειν Taktikón hypomnema perí tu pos chre poliorkuménus antéchein „Über die Verteidigung belagerter Stellungen“). Dieses außerhalb der attischen Literaturtradition des 4. Jahrhunderts stehende Werk erlaubt einige Rückschlüsse auf die soziale und politische Lage im Griechenland jener Zeit. Das Werk gibt eine Vielzahl praktischer Hinweise und Beispiele für Kriegslisten, die sich bei der Verteidigung einer belagerten Stadt anwenden lassen. Dazu gehören neben Geheimcodes und Übermittlungstechniken für geheime Botschaften auch Fragen der Menschenführung und der richtigen Auswahl der Wachen auf den Mauern und an den Toren und vieles mehr.

## Überlieferung
Auf das Werk des Aeneas kann nur auf dem Umweg über andere Schriftsteller der Antike und des Mittelalters zurückgegriffen werden. Kineas, der Vertraute des Pyrrhos, fasste die Schriften – vermutlich für seinen König – zusammen. Philon von Byzanz stützt sich in Buch 7 und 8 seiner Mechanik, das vom Kampf um befestigte Plätze handelt, auf Aeneas. Bei Polybios finden sich Teile seines Abschnitts über militärische Vorbereitungen, bei Onasander, Aelianus Tacticus und Polyainos weitere Stellen. Sextus Iulius Africanus übernimmt große Teile im Wortlaut. Bis ins sechste nachchristliche Jahrhundert wird Aeneas in beinahe allen maßgeblichen militärischen Schriften zitiert oder verwendet. Trotzdem wurde nur sein Werk über die Verteidigung belagerter Städte im Codex Laurentianus 55,4 aus dem 10. Jahrhundert direkt überliefert. Auf diesen basieren alle weiteren erhaltenen Handschriften.

## Handschriften
- Codex Laurentianus 55,4
- Codex Parisinus Graecus 2435 (= A)
- Codex Parisinus Graecus 2522 (= B)
- Codex Parisinus Graecus 2443 (= C)
- Scorialensis’ Φ-III-2 (= S)

## Ausgaben
- Aineias: Von der Vertheidigung der Städte. In: Hermann Köchly, Wilhelm Rüstow (Hrsg.): Griechische Kriegsschriftsteller. Teil 1. Biblio Verlag, Osnabrück 1969 (griechisch, deutsch, books.google.de – Neudruck der Ausgabe von 1853).
- Richard Schoene: Aeneas Tactici de obsidione toleranda commentariu. Leipzig 1911 (griechisch, Maßgebliche Textausgabe, auf der alle anderen modernen Ausgaben basieren).
- Marco Bettalli: Enea Tattico. La difesa di una cità assediata (Poliorketika). Edizioni ETS, Pisa 1990, ISBN 88-7741-534-7 (griechisch, italienisch, Einführung und Kommentar).
- David Whitehead: Aineias the Tactician. How to Survive under Siege. Clarendon Press, Oxford/London 2002, ISBN 0-19-814744-9 (englische Übersetzung mit Kommentar).
- Kai Brodersen: Aineias/Aeneas Tacticus. Stadtverteidigung/Poliorketika. De Gruyter, Berlin/Boston 2017, ISBN 978-3-11-054423-7 (griechisch und deutsch mit Einführung).